# 拉波内
拉波内（義大利語：Rapone），是意大利波坦察省的一个市镇。总面积29平方公里，人口1035人，人口密度35.7人/平方公里（2009年）。ISTAT代码为076065。